# Treizeci de arginți

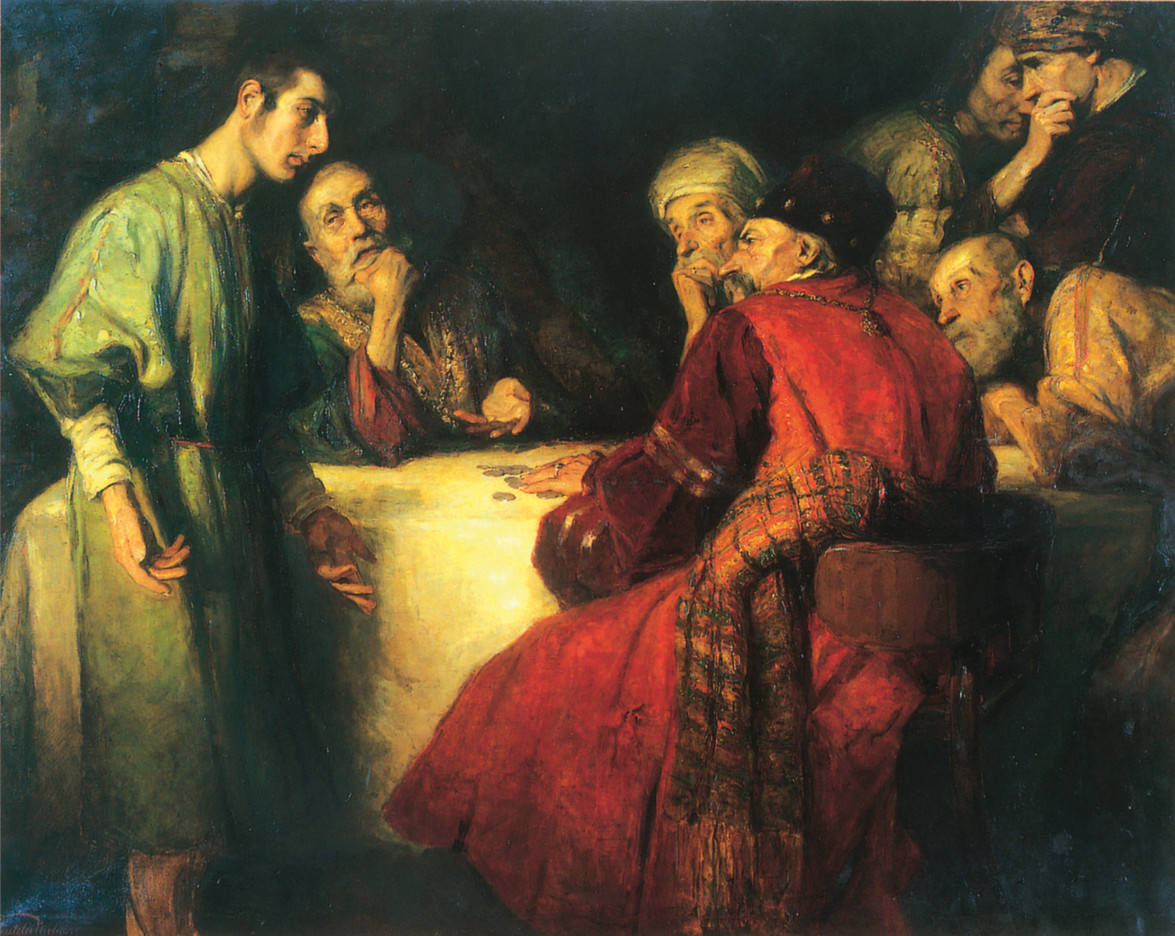
Iuda primind treizeci de arginți pentru trădarea lui Isus, de János Pentelei Molnár, 1909.

Treizeci de arginți a fost prețul pentru care Iuda Iscarioteanul l-a trădat pe Isus din Nazaret, potrivit unei relatări din Evanghelia după Matei 26:15 din Noul Testament. Înainte de Cina cea de taină, se spune că Iuda s-a dus la marii preoți și s-a învoit să-l predea pe Isus în schimbul a 30 de monede de argint și că, după aceea, a încercat să le restituie banii, cuprins de remușcări.
Evanghelia după Matei susține că achiziționarea ulterioară a Țarinei Olarului a fost împlinirea de către Isus a unei profeții a lui Zaharia.
Această imagine apare adesea în operele artistice care înfățișează Patimile lui Hristos. Expresia este folosită în literatură și în vorbirea obișnuită cu referire la persoanele care îi „vând” pe cei apropiați, trădându-le încrederea, prietenia sau loialitatea pentru un câștig personal.

## Narațiunea biblică
Conform Evangheliei după Matei, Iuda Iscarioteanul a fost un ucenic al lui Isus. Înainte de Cina cea de Taină, Iuda s-a dus la preoții cei mai de seamă și s-a învoit să-l predea lor pe Iisus în schimbul a 30 de monede de argint. Isus a fost arestat apoi în Grădina Ghetsimani, unde Iuda le-a dezvăluit soldaților identitatea lui Isus, dându-i un sărut.
În capitolul 27 al Evangheliei lui Matei se menționează că Iuda a fost cuprins de remușcări și a restituit banii marilor preoți înainte de a se spânzura. Marii preoți au decis să nu pună banii în vistieria templului, întrucât erau considerați bani mânjiți de sânge, și, astfel, au cumpărat Țarina Olarului. O relatare diferită a morții lui Iuda este prezentată în Faptele Apostolilor; ea afirmă că liderii evrei (Matei 27:6-9, Zaharia 11:13) au folosind banii cu care Iuda fusese recompensat - 30 de monede de argint - pentru a cumpăra Țarina Olarului. Petru descrie ceea ce i s-a întâmplat lui Iuda în Faptele Apostolilor 1:17-20 („căzând cu capul înainte, a crăpat pe la mijloc și i s-au vărsat toate măruntaiele”).

## Tipuri de monede

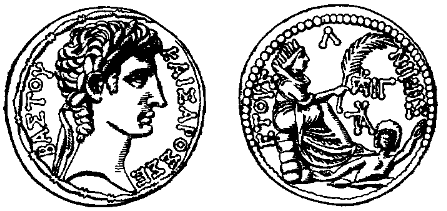
Staterul antiohian este una din monedele care ar fi putut alcătui cei treizeci de arginți.

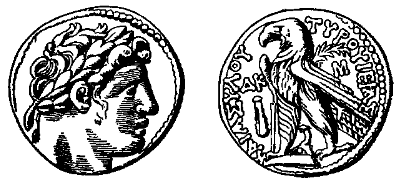
Siclul tirian, o altă monedă posibilă a celor treizeci de arginți

Cuvântul folosit în Matei 26:15 (ἀργύρια, argyria) înseamnă pur și simplu „monede de argint”, iar cercetătorii nu s-au pus de acord care ar putea fi monedele incluse în prețul primit de Iuda. Donald Wiseman sugerează două posibilități: tetradrahmele din Tir, denumite de obicei sicli tirieni (14 grame de argint cu puritatea de 94%), sau stateri din Antiohia (15 grame de argint cu puritatea de 75%), ambele cu efigia împăratului Octavianus Augustus. Unii cercetători au susținut că ar fi putut fi tetradrahme ptolemeice (13,5 ± 1 g de argint cu puritatea de 25%). O uncie Troy are 31,1035 grame. Potrivit evaluării spot de 17,06 $ pe uncie (prețul de închidere de luni, 12 decembrie 2016), cele 30 de „monede de argint” ar putea avea în prezent o valoare cuprinsă între 185 $ și 216 $.
| Tip                     | Puritate | Greutate (g) | Greutatea reală de argint (g) | Greutatea reală a argintului din cele 30 de monede (uncii) | Valoarea argintului (20 $) |
| Sicli (shekeli) tirieni | 94%      | 14           | 13,16                         | 12,69                                                      | 253,89 $                   |
| Stateri antiohieni      | 75%      | 15           | 11,25                         | 10,85                                                      | 217,04 $                   |
| Tetradrahme ptolemeice  | 25%      | 13.5         | 3,375                         | 3,26                                                       | 65,11 $                    |
| Tetradrahme ateniene    | 95%      | 17.2         | 16,34                         | 15,76                                                      | 315,24 $                   |

Siclul tirian cântărea patru drahme ateniene, aproximativ 14 grame, mai mult decât siclii israelieni de 11 grame, dar era considerat în acea vreme un echivalent folosit pentru evaluarea îndatoririlor religioase. Deoarece monedele romane conțineau doar 80% argint, siclii tirieni mai puri (94% sau mai mult) erau folosiți pentru plata taxei templului din Ierusalim. Zarafii menționați în evangheliile Noului Testament (Matei 21:12 și similar) schimbau moneda romană comună cu siclii tirieni.
Tetradrahma (moneda de „patru drahme”) ateniană a fost probabil moneda cea mai utilizată în lumea greacă înaintea epocii lui Alexandru cel Mare (împreună cu staterul corintic). Ea avea pe avers (față) bustul din profil al zeiței Atena cu cască și pe revers (spate) o bufniță. Aceste tetradrahme erau numite în vorbirea curentă γλαῦκες glaukes (bufnițe), de unde și proverbul Γλαῦκ’ Ἀθήναζε, „o bufniță pentru Atena”, referindu-se la ceva care era într-o cantitate abundentă precum „ cărbunii pentru Newcastle”. Reversul tetradrahmei este reprezentat pe fața națională a monedei grecești de 1 euro din epoca modernă. Drahmele au fost bătute la diferite standarde de greutate de diferite monetării grecești. Standardul care a devenit cel mai frecvent utilizat a fost cel atenian sau atic, care avea o greutate puțin peste 4,3 grame. O drahmă reprezenta aproximativ plata unei zile de muncă a unui muncitor calificat. Deci, 30 de monede de argint (30 de tetradrahme), de câte patru drahme fiecare, ar fi putea comparabile cu salariul pe patru luni (120 de zile) al unui muncitor calificat.
În perioada medievală, unele instituții religioase prezentau monedele grecești antice din insula Rodos ca modele ale celor treizeci de arginți. Pe aversul acestor monede se afla un cap orientat către zeul soarelui, Helios, cu raze care se proiectau în jurul părții superioare a acestuia. Aceste raze au fost interpretate ca o reprezentare a Coroanei de Spini.
Povestirea lui Iosif din Arimateea, scriere necanonică, consemnează că lui Iuda i s-au plătit 30 de monede de aur, nu de argint.

## Interpretare teologică

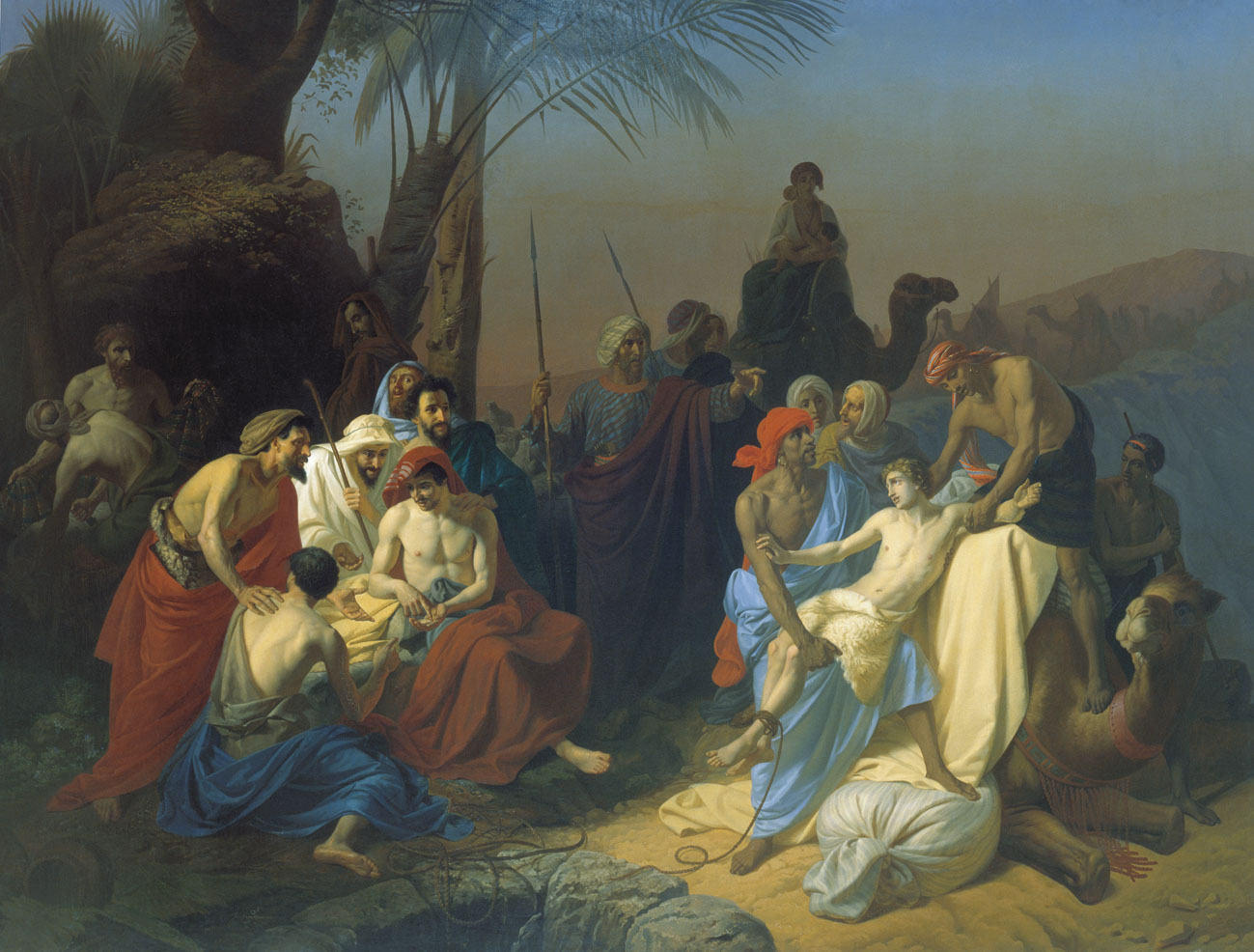
Iosif (fiul lui Iacob) este vândut de frații săi, pictură de Konstantin Flavitsky, 1855

Iosif (fiul lui Iacob) a fost vândut de frații săi pentru douăzeci de arginți, ajungând astfel sclav în Egipt, unde ulterior a făcut carieră, așa încât după mulți ani i-a putut ajuta pe frații săi, cei care l-au vândut (Gen 37,28).
În Zaharia 11:12-13, prețul pe care îl primește proorocul Zaharia pentru munca sa este de 30 de monede de argint. El ia monedele și le aruncă „olarului”. Klaas Schilder remarcă faptul că plătirea lui Zaharia reprezintă o evaluare a muncii sale, precum și concedierea sa. În Exodul 21:32, 30 de bucăți de argint erau prețul unui rob, așa că deși Zaharia numește suma un „preț scump” (Zaharia 11:13), acesta ar putea fi un sarcasm. Cu toate acestea, Barry Webb consideră că 30 de arginți este o „sumă considerabilă de bani”.
Atunci când marii preoți decid să cumpere o țarină cu banii înapoiați, Matei spune că acest lucru a împlinit „cuvântul spus de Ieremia proorocul”. Și anume: „Și au luat cei treizeci de arginți, prețul celui prețuit, pe care l-au prețuit fiii lui Israel, și i-au dat pe Țarina Olarului după cum mi-a spus mie Domnul” (Matei 27:9-10). Deși mulți cercetători consideră că numele lui Ieremia a fost menționat dintr-o eroare, achiziționarea de către Ieremia a unui câmp în Ieremia 32 poate indica faptul că evanghelistul s-a gândit la ambii profeți. Craig Blomberg susține că Matei folosește în citatul său mai degrabă tipologia biblică decât „orice fel de împlinire simplă sau dublă a profeției predictive reale”. Potrivit lui Blomberg, Matei le spune cititorilor săi că, „la fel ca Ieremia și Zaharia, Isus încearcă să-și conducă poporul printr-o vocație misionară profetică și pastorală, dar ajunge în schimb să sufere nevinovat inocent de pe urma lui”. William Hendriksen susține că Matei se referă la Ieremia 19.
Blomberg sugerează, de asemenea, că Matei poate spune că „moartea lui Isus este o răscumpărare, prețul plătit pentru a asigura libertatea unui sclav” și că folosirea banilor mânjiți de sânge pentru a cumpăra un cimitir pentru străini (Matei 27:7) poate sugera ideea că „moartea lui Isus face posibilă mântuirea tuturor popoarelor lumii, inclusiv a neamurilor”.
Handy Book for Bible Readers din 1877 conține următoarea explicație: „Argurion, argenteus, denarius. Acest cuvânt apare în două pasaje - (A) relatarea trădării Domnului nostru pentru „treizeci de arginți” (Mat. Xxvi. 15; xxvii. 3, 5, 6, 9). Aceștia au fost considerați de obicei a fi denari, dar fără un motiv suficient. Pasajul paralel din Zaharia (xi. 12, 13) este tradus „treizeci de arginți”, dar ar trebui citit, fără îndoială, „treizeci de sicli de argint”, în timp ce se poate observa că „treizeci de sicli de argint” era prețul de sânge care trebuia plătit în cazul unui servitor ucis accidental (Exod. xxi. 32). Prin urmare, pasajul poate fi explicat ca „treizeci de sicli de argint”, nu sicli actuali, ci tetradrahme la standardul atic al orașelor grecești din Siria și Fenicia. Aceste tetradrahme erau comune în vremea Domnului nostru, iar dintre ele staterul era un model.”

## Relicve și reprezentarea monedelor în artă

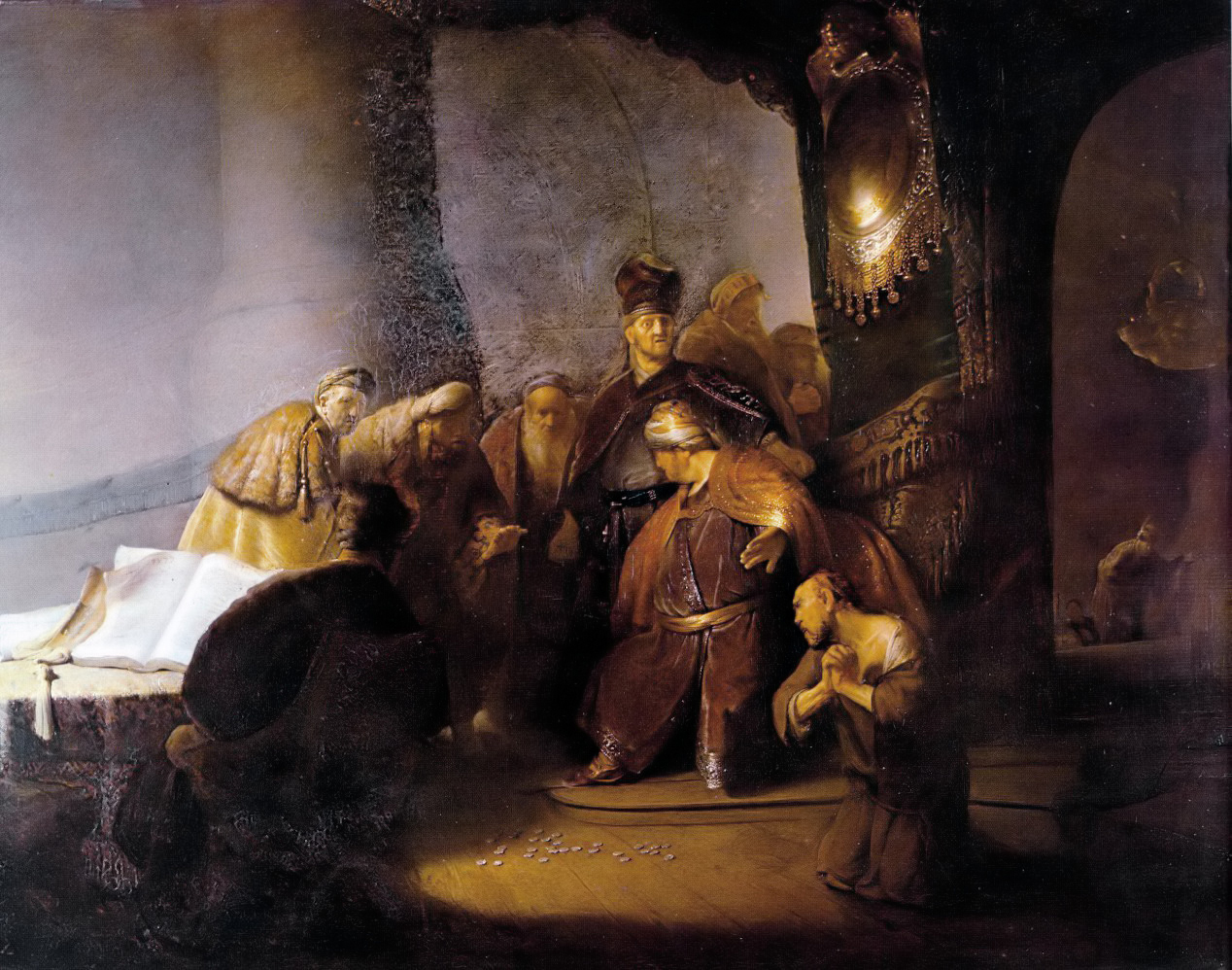
Rembrandt, Iuda returnând cei treizeci de arginți, 1629.

Iuda este prezentat adesea în scenele ce descriu Patimile ținând arginții într-o pungă sau un portofel, unde ei servesc ca semn distinctiv pentru identificarea lui. Fiind unul dintre obiectele asociate Patimilor, cei treizeci de arginți apar adesea în grupurile de obiecte, în special în Evul Mediu târziu, deși sunt unul dintre elementele cele mai rare ale grupului. Uneori este folosită în aceste reprezentări o pungă cu bani; în alte situații apare o mână care ține monedele sau două mâini care numără monedele.

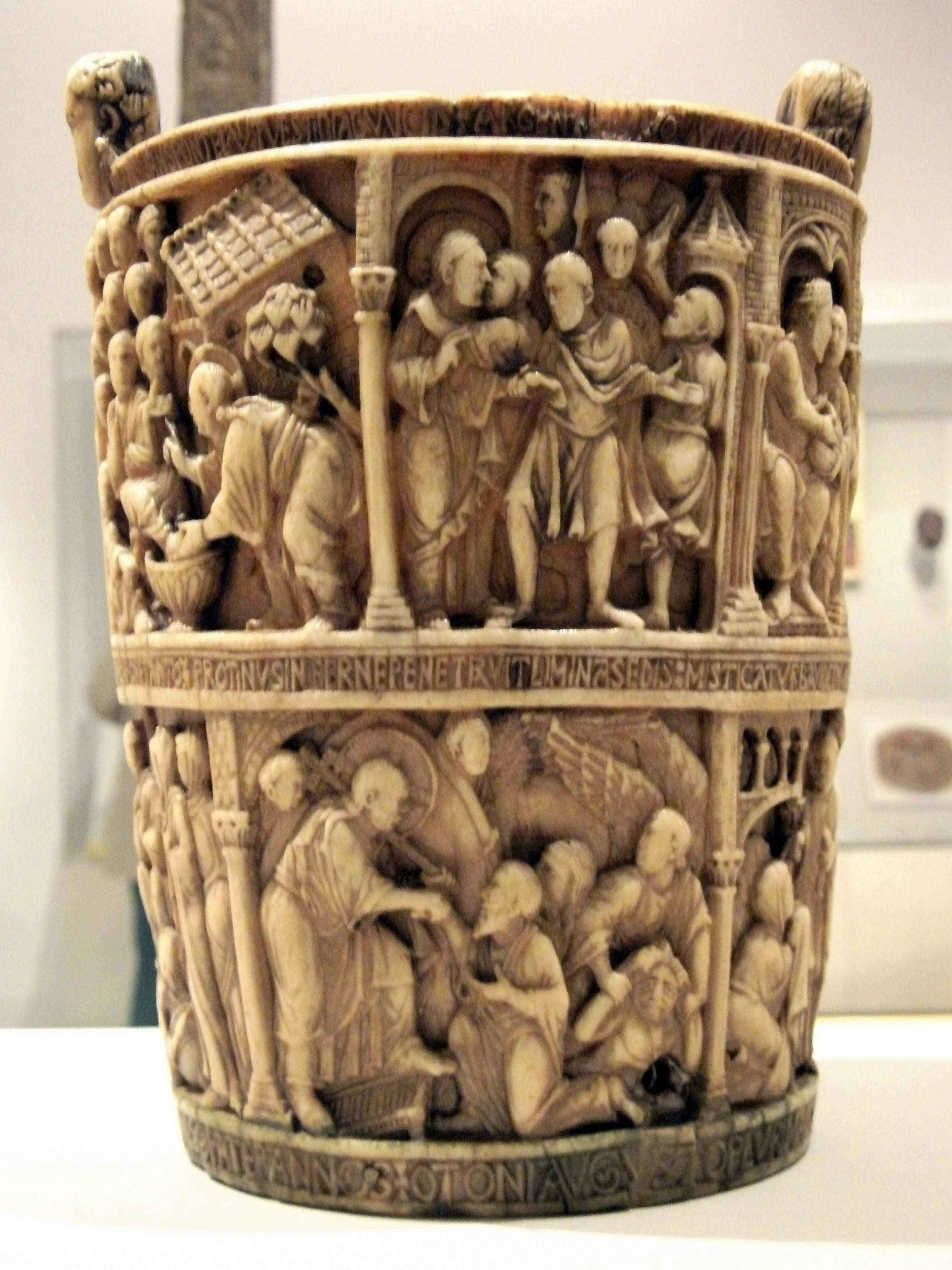
Situla Basilewsky (920) (Victoria and Albert Museum, Londra)

Mai mulți „bănuți ai lui Iuda”, monede antice despre care se spune că provin din cei treizeci de arginți, au fost considerați ca relicve în Evul Mediu și se credea că sunt de ajutor în cazurile dificile de naștere. Ca un element component minor al obiectelor asociate Patimilor, a cărui păstrare a fost greu de explicat având în vedere relatarea biblică despre folosirea banilor, relicvele apar din secolul al XIV-lea, mai târziu decât alte elemente mai importante precum Coroana de Spini sau Lancea lui Longinus. Acest lucru s-a datorat apariției unor noi tipuri de devoțiuni, sub influența mai ales a franciscanilor, care au promovat contemplarea Patimilor episod cu episod, ca în Calea Crucii. Piatra pe care se spune că au fost numărate monedele s-a aflat în Palatul Lateran din Roma.
O decadrahmă siracuzană păstrată la Muzeul Hunt din Limerick este o astfel de monedă pretinsă a face parte din cei treizeci de arginți: ea are înscris pe cant textul Quia precium sanguinis est (în latină: „Acesta este prețul sângelui“).

## Mențiuni literare

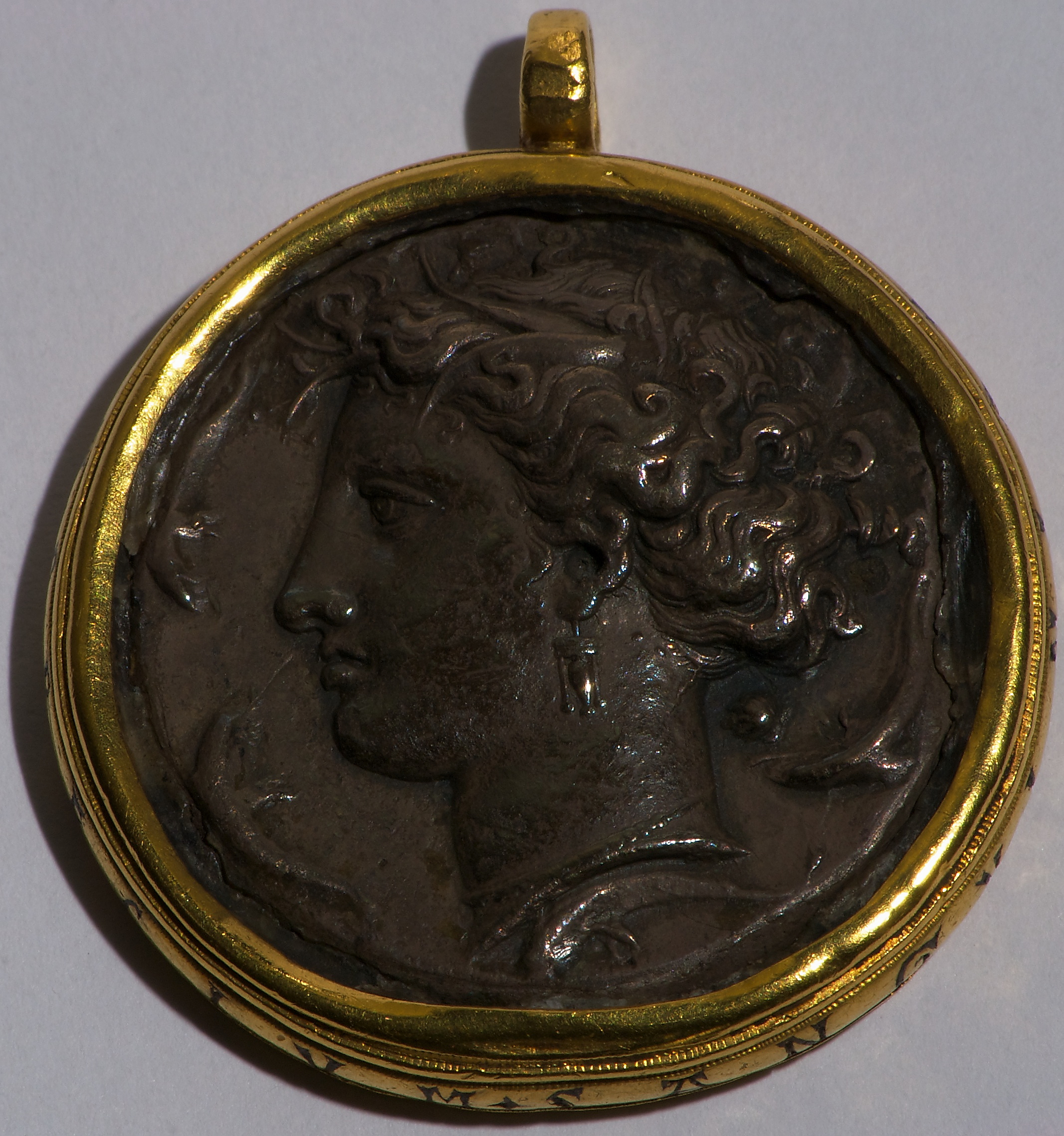
Această monedă este prezentată ca una dintre așa-numitele treizeci de monede de argint (Muzeul Hunt)

Cele 30 de monede sunt folosite ca motiv literar în literatura creștină ce relatează trădarea lui Isus, precum în poemul Thirty Pieces of Silver al lui William Blane:
„Treizeci de bucăți de argint” Arsuri pe creierul trădătorului; „Treizeci de bucăți de argint! Oh! este un câștig infernal!”
sau ca în poemul Matei XXVII:9 al lui Jorge Luis Borges:
Moneda a căzut în mâna mea goală. Nu puteam să o țin, deși era ușoară, și am lăsat-o să cadă. Totul a fost în zadar. Celălalt a spus: „Mai sunt douăzeci și nouă”.
Expresia „30 de arginți” este utilizată mai general pentru a descrie un preț pentru care oamenii se vând. În romanul Crimă și pedeapsă al lui Dostoievski este regăsită în cele 30 de ruble pe care personajul Sonia le câștigă pentru că s-a vândut. În cântecul popular King John and the Bishop, răspunsul episcopului la ghicitoarea cât de mult valorează regele este 29 de monede de argint, deoarece niciun rege nu valorează mai mult decât Isus. În piesa lui Shakespeare Henric al IV-lea, Partea a II-a, amanta lui Falstaff întreabă: „și nu m-ai sărutat și nu mi-ai spus să-ți aduc treizeci de șilingi?” Povestirea „Treasure Trove” a lui F. Tennyson Jesse relatează redescoperirea în vremurile moderne a treizeci de monede de argint și modul în care îi determină pe oameni să omoare prin crimă, eutanasie și sinucidere.

## Utilizare modernă
Expresia este folosită în perioada modernă pentru a-i acuza pe politicieni și pe artiști că și-au vândut principiile sau idealurile și apare în literatură ca un simbol al trădării. De exemplu, în urma crizei constituționale australiene din 1975, mai mulți locuitori ai străzii pe care se născuse guvernatorul general John Kerr i-au trimis guvernatorului 30 de monede de argint, deoarece Kerr a fost învinuit în mare parte pentru producerea crizei. O altă utilizare a fost la Conferința Națiunilor Unite asupra schimbărilor climatice din 2009, unde un delegat din Tuvalu a criticat documentul final spunând: „Pare că ni se oferă 30 de arginți pentru a ne trăda poporul și viitorul... Viitorul nostru nu este de vânzare.”
În 2016 procurorul general al statului Texas, Ken Paxton, a dat în judecată administrația Obama pentru a împiedica punerea în aplicare a recomandărilor sale cu privire la Title IX, prin care instituțiile de învățământ de stat și particulare permiteau studenților transgender să folosească băile corespunzătoare sexului cu care se identifică. Directiva preciza că școlile riscă să piardă fonduri federale dacă nu se conformează; guvernatorul statului Texas a răspuns Departamentului Educației afirmând că pot să păstreze „cei 30 de arginți”. Paxton a folosit aceeași expresie și în alte ocazii.